# سیارک ۱۲۴۹
سیارک ۱۲۴۹ (به انگلیسی: 1249 Rutherfordia، نامگذاری:1932VB) هزار و دویست و چهل و نهمین سیارک کشف شده‌است که در ۴ نوامبر ۱۹۳۲ و در هایدلبرگ کشف شد.
قدر مطلق سیارک برابر ۱۱٫۵۴ است.